# The First Noel

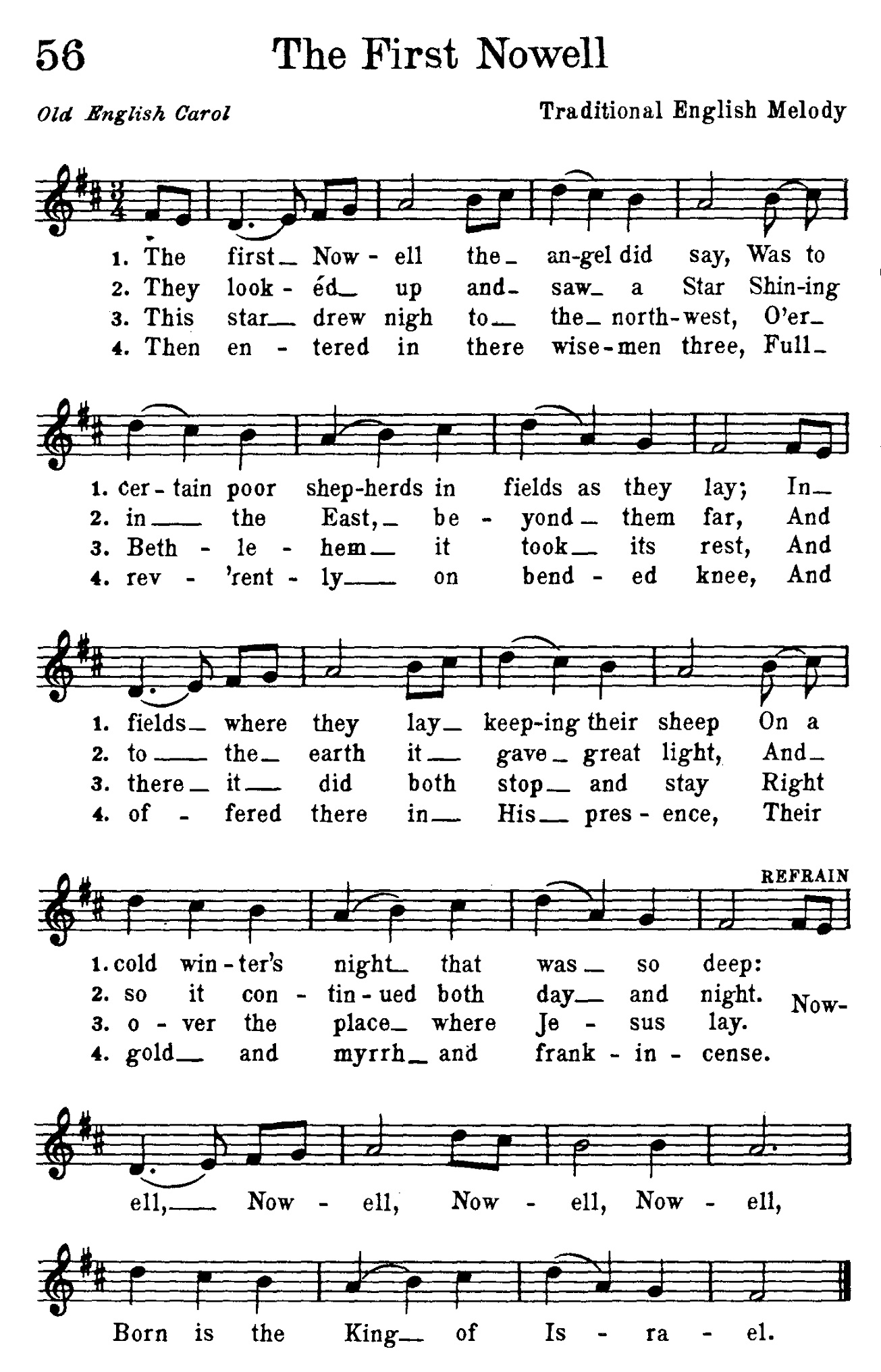
Partition de The First Nowell

The First Nowell (parfois appelé The First Noel ou simplement Noël) est un chant de Noël traditionnel anglais datant probablement du XVIIIe siècle. Dans sa forme actuelle, la chanson est d'origine cornouaillaise, et fut publiée pour la première fois dans Christmas Carols Ancient and Modern (1823) et Gilbert and Sandys Christmas Carols (1833), tous les deux édités par William B. Sandys. 

## Texte de la version originale
| The first Nowell the angels did say Was to certain poor shepherds in fields as they lay In fields where they lay, keeping their sheep On a cold winter's night that was so deep |
| Nowell, Nowell, Nowell, Nowell, Born is the King of Israel. |
| They looked up and saw a star Shining in the east, beyond them far And to the earth it gave great light And so it continued both day and night                                  |
| And by the light of that same star Three Wise Men came from country far To seek for a King was their intent And to follow the star whersoever it went                           |
| This star drew nigh to the north-west O'er Bethlehem it took its rest And there it did both stop and stay Right over the place where Jesus lay                                  |
| Then entered in those Wise Men three Fell reverently upon their knee And offered there in his presence Their gold and myrrh and frankincense                                    |
| Then let us all with one accord Sing praises to our heavenly Lord That hath made heaven and earth of nought And with his blood mankind hath bought                              |

## Adaptation française
| Premier Noël : les anges saints Parlèrent aux bergers humains Qui surveillaient, en pleine nuit, L'hiver, leur troupe de brebis. |
| Noël, Noël, Noël, Noël ! Il est né, le roi d'Israël !                                                                            |
| Alors une étoile apparut, Brillant à l’Est, loin d’eux, dessus. L’étoile illumina, luisit Sur terre le jour et la nuit.          |
| Cette étoile a guidé, conduit Trois sages d’un lointain pays ; Un roi nouveau ils ont cherché, L’étoile le leur a montré.        |
| Sa direction fut l’occident, Et Bethléem leur indiquant, Elle s’arrêta sur l’endroit Où se trouvait l’enfant Christ-roi.         |
| Ces trois voyageurs sont entrés, Et le genou ils ont plié ; Ils lui offrirent leurs trésors : Un peu de myrrhe, encens et or.    |
| Et nous aussi, de notre mieux, Chantons des louanges à Dieu, Qui a créé tout du néant, Par son saint sang nous rachetant.        |